# Atletismo

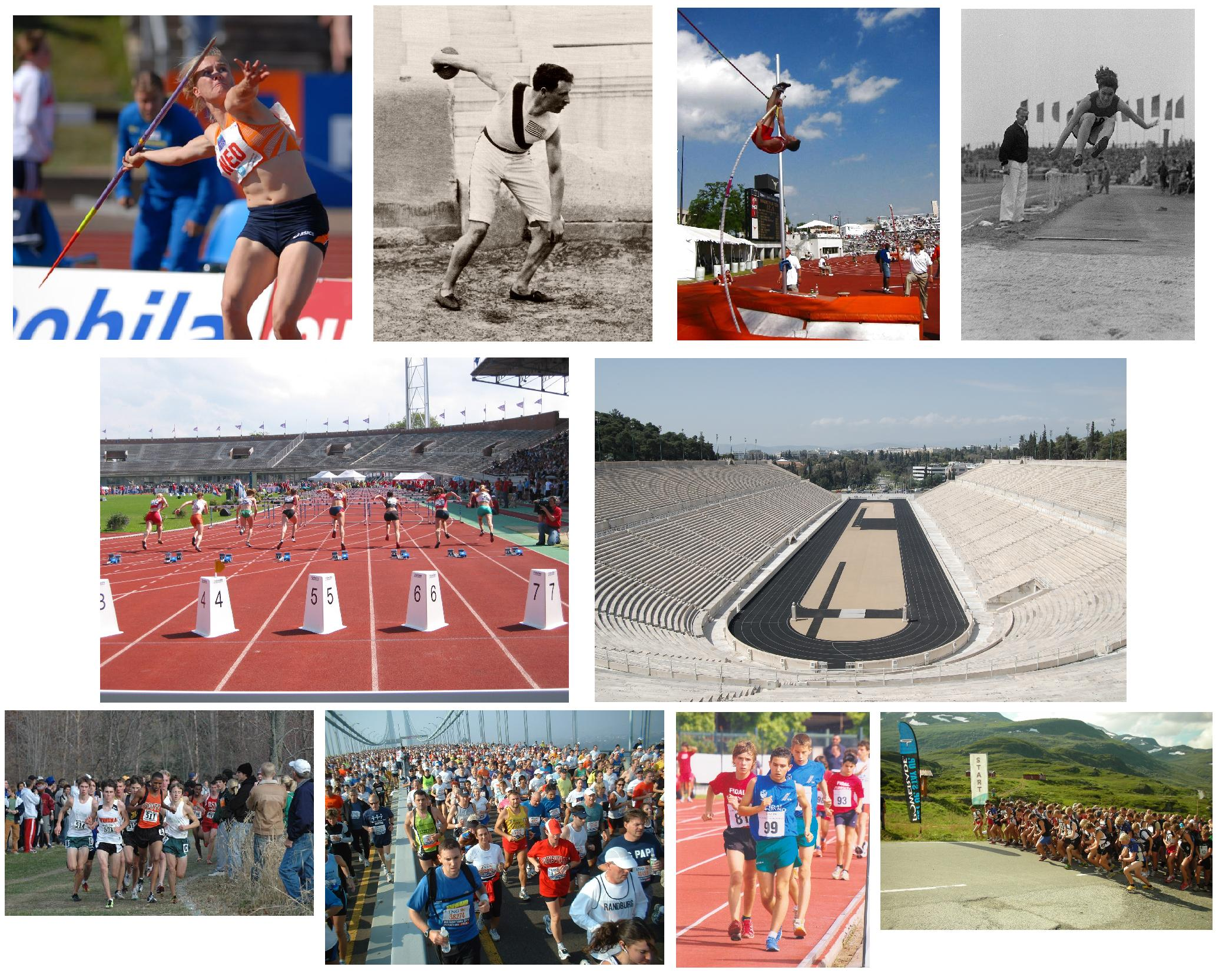
Competições de atletismo.

Atletismo é um conjunto de esportes constituído por varias modalidades: corrida, marcha, lançamentos e saltos. De modo geral, o atletismo é praticado em estádios, com exceção de algumas corridas de longa distância, praticadas em vias públicas ou no campo, como a maratona.
O romano Juvenal sintetizou na expressão “mens sana in corpore sano” a própria filosofia do esporte.

## História
O atletismo é a forma organizada mais antiga de competição. As primeiras reuniões organizadas da história foram os Jogos Olímpicos, que os gregos iniciaram no ano 776 a.C. Durante anos, o principal evento olímpico foi o pentatlo, que compreendia lançamentos de disco, salto em comprimento e corrida de obstáculos.
Os romanos continuaram celebrando as provas olímpicas depois de conquistar a Grécia no ano 146 a.C. No ano 394 d.C. o imperador romano Teodósio aboliu os jogos. Durante oito séculos não se celebraram competições organizadas de atletismo. Restauram-se na Inglaterra em meados do século XIX, e então as provas atléticas converteram-se gradualmente no esporte favorito dos ingleses.
Segundo Homero, no ano de 1496 a.C. foi realizada a primeira prova de corrida considerada atlética. Ela foi organizada por Hércules. Segundo a lenda, Hércules, depois de peregrinar pelo mundo, realizando proezas incríveis, radicou-se na ilha de Creta e construiu um estádio neste local. Nele, eram realizadas competições de corridas com outros simpatizantes.
O estádio de Hércules possuía apenas uma pista de corrida, que era percorrida em um só sentido. Mais tarde, foi instituída a prova do Diaulo, com percurso de ida e volta. Então, o percurso das provas de corridas foi aumentando gradativamente para quatro, oito, doze e vinte e quatro vezes duzentas jardas.
Em 1834 um grupo de entusiastas desta nacionalidade alcançou os mínimos exigíveis para competir em determinadas provas. Também no século XIX se realizaram as primeiras reuniões atléticas universitárias entre as universidades de Oxford e Cambridge (1864), o primeiro encontro nacional em Londres (1866) e o primeiro encontro amador celebrado nos Estados Unidos em pista coberta (1868). O atletismo posteriormente adquiriu um grande seguimento na Europa e América.
Em 1896 iniciaram-se em Atenas os Jogos Olímpicos, uma modificação restaurada dos antigos jogos que os gregos celebravam em Olímpia. Mais tarde os jogos celebraram-se em vários países com intervalos de quatro anos, exceto em tempo de guerra. Em 1912 fundou-se a Associação Internacional de Federações de Atletismo. Com sede central de Londres, a associação é o organismo reitor das competições de atletismo a escala internacional, estabelecendo as regras e dando oficialidade às melhores marcas mundiais obtidas pelos atletas.
O atletismo surgiu nos Jogos Antigos da Grécia. Desde então, o homem vem tentando superar seus movimentos essenciais como caminhar, correr, saltar e arremessar.
Na definição moderna, o atletismo é um esporte com provas de pista (corridas rasas, corridas com barreiras ou com obstáculos, saltos, arremesso, lançamentos e provas combinadas, como o decatlo e heptatlo); corridas de rua (nas mais variadas distâncias, como a maratona e corridas de montanha); provas de cross country (corridas com obstáculos naturais ou artificiais); e marcha atlética.
Considerado o esporte-base, por testar todas as característica básicas do homem, o atletismo não se limita somente à resistência física, mas integra essa resistência à habilidade física. Comporta três tipos de provas, disputadas individualmente que são as corridas, os saltos e os lançamentos. Conforme as regras de cada jogo, as competições realizadas em equipes somam pontos que seus membros obtêm em cada uma das modalidades.
As corridas rasas de velocidade e revezamento são antigas. As corridas com obstáculos, que podem ser naturais ou artificiais, juntamente com as corridas de “sabe”, que os ingleses chamam de “steeple chass”, foram idealizadas tendo como modelo as corridas de cavalos.
A maratona, a mais famosa das corridas de resistência, baseia-se na legendária façanha de um soldado grego que em 490 a.C. correu o campo de batalha das planícies de Maratona até Atenas, numa distância superior a 35 km, para anunciar a vitória dos gregos sobre os persas. Uma vez cumprida a missão, caiu morto. As maratonas modernas exigem um percurso ainda maior: 42 195 m.
Nos primórdios de nossa civilização, começa a história do atletismo. O homem das cavernas, de forma natural, praticava uma série de movimentos, nas atividades de caça, em sua defesa própria etc. Ele saltava, corria, lançava, enfim desenvolvia uma série de habilidades relacionadas com as diversas provas de uma competição de atletismo. Podemos verificar que as provas de atletismo são atividades naturais e fundamentais do homem: o andar, o correr, o saltar e o arremessar. Por esta razão, é considerado o atletismo o “esporte base” e suas provas competitivas compõem-se de marchas, corridas, saltos e arremessos. Além disso, o desenvolvimento dessas habilidades são necessárias à prática de outras modalidades esportivas.
Por exemplo, podemos observar uma jogadora em atividade numa partida de futebol, basquete ou voleibol. Durante o jogo, ele anda, outras vezes, corre, salta e pratica arremessos. Por isso, um jogador de futebol, basquete ou voleibol procura sempre desenvolver essas habilidades que são “base” dos conjuntos de atividade física do praticante dessas modalidades.
A história do atletismo é muito bonita, pois que se inicia com a própria história da humanidade, quando o homem primitivo praticava suas atividades naturais para sobrevivência. Chega mesmo a se confundir com a mitologia, quando observamos o período da Antiguidade Clássica, com os Jogos Olímpicos que deram origem aos atuais Jogos Olímpicos da Era Moderna, que trazem como reminiscência cultural mais marcante a figura de Discóbulo de Miron.
O atletismo, sob forma de competição, teve sua origem na Grécia. A palavra atletismo foi derivada da raiz grega, “ATHI, competição”, o princípio do heroísmo sagrado grego, o espírito de disputa, o ideal do belo etc. – o que se chamou de espírito agonístico. Surgiram então as competições que foram perdendo o caráter de religiosidade e assumindo exclusivamente o caráter esportivo.

## Corridas

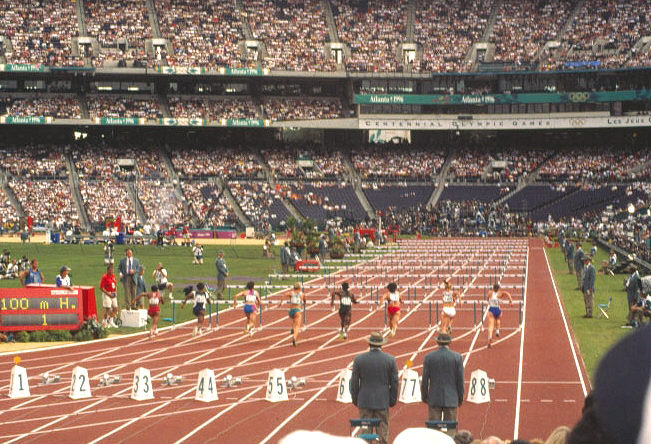
Prova feminina dos 100 m com barreiras em Atlanta, 1996.

As corridas são, em certo sentido, as formas de expressão atlética mais pura que o homem já desenvolveu. Embora exista algo de estratégia e uma técnica implícita, a corrida é uma prática que envolve basicamente o bom condicionamento físico do atleta.
As corridas dividem-se em curta distância ou velocidade (tiro rápido), que nas competições oficiais vão de 100, 200 e os 400 metros inclusive; médio fundo (800 metros e 1 500 metros); e longa distância ou de fundo (3 000 metros ou mais, chegando até às ultramaratonas). Podem ser divididas também de acordo com a existência ou não de obstáculos (barreiras) colocados no percurso. Organizam-se ainda corridas de cross country ou um "corta-mato" de campo e de montanha. Em pista podemos ainda assistir a corridas de barreiras e de obstáculos.
Nas corridas de curta distância, a explosão muscular na largada é determinante no resultado obtido pelo atleta. Por isso, existe um posicionamento especial para a largada, que consiste em apoiar os pés sobre um bloco de partida (fixado na pista) e apoiar o tronco sobre as mãos encostadas no chão (posição de quatro apoios). São frequentes as falsas partidas, quando o atleta sai antes do tiro de partida, que é o sinal dado para começar a prova. Qualquer atleta que dê uma falsa partida será desclassificado. Contudo, nas provas combinadas (ex. decatlo) cada atleta tem direito a uma falsa partida. Nas provas mais longas a partida não tem um papel tão decisivo, e os atletas saem para a corrida em uma posição mais natural, em pé, sem poder colocar as mãos no chão.

### Maratona

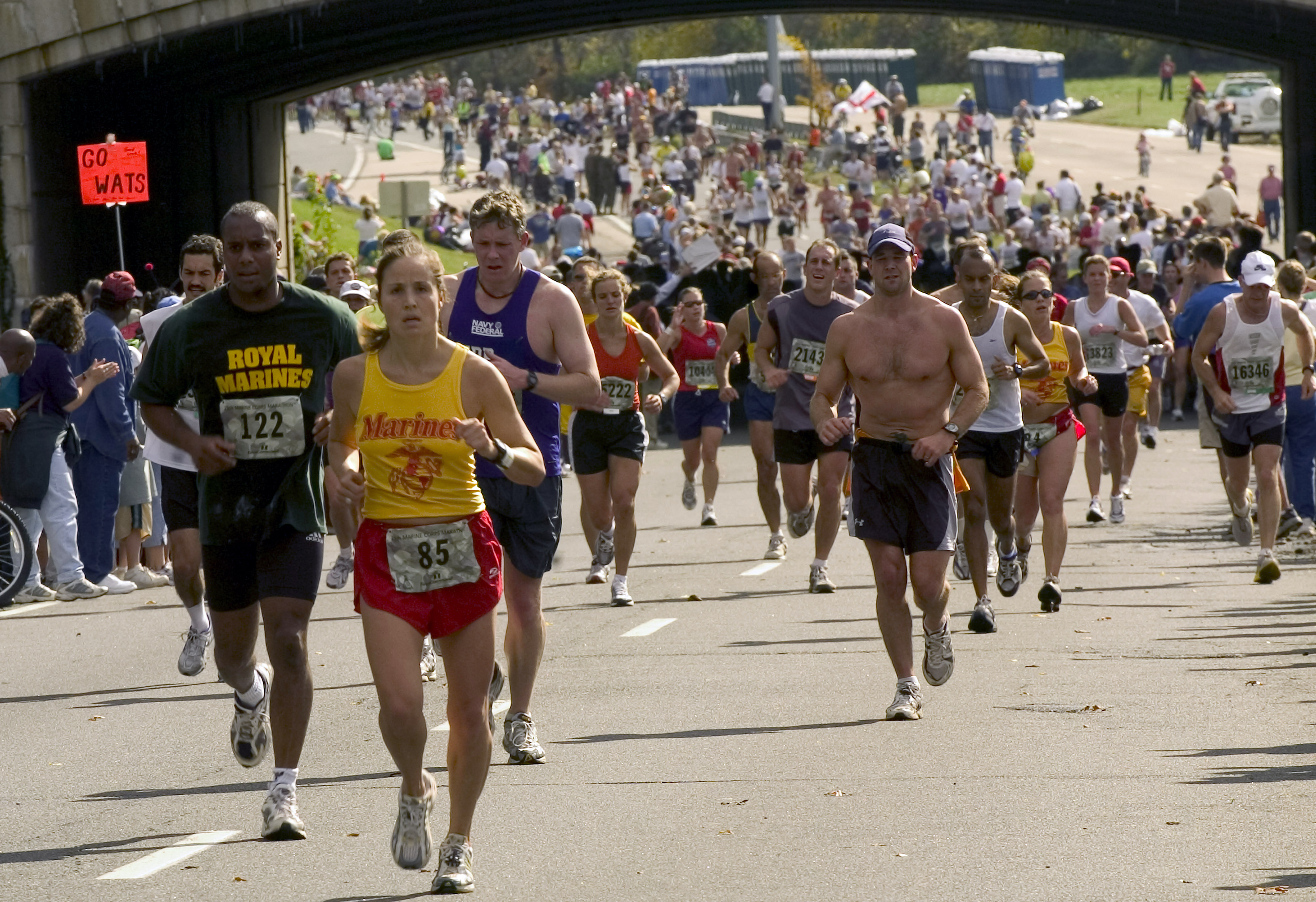
Maratona dos Fuzileiros dos Estados Unidos.

A maratona é uma corrida de longa distância ou de fundo, realizada parcialmente ou totalmente fora do estádio, ou seja em estrada. A distância que, segundo a lenda, teria percorrido um soldado grego, Filípides, para anunciar que os helenos haviam vencido uma batalha contra os persas, era superior a 35 km. Conta também a lenda, que após Filípides ter dado a sua notícia morreu de exaustão. O trecho percorrido por Filípides teria sido entre a planície de Maratona (o local da batalha) até a cidade de Atenas. A maratona é uma prova que envolve grande resistência física, sendo seu percurso estabelecido em 42 quilômetros e 195 metros (aceite tolerância por excesso de + 42 metros).

## Lançamentos
As disciplinas oficiais de lançamento envolvem o arremesso de peso, o lançamento de martelo, o lançamento de disco e lançamento do dardo. O arremesso no Brasil, lançamento em Portugal, de peso consiste no arremesso de uma esfera metálica que pesa 7,26 kg para os homens adultos e 4 kg para as mulheres. O martelo é similar a essa esfera, mas possui um cabo, o que permite imprimir movimento linear à esfera e assim atingir uma distância maior. Já o disco é um pouco mais leve, pesando 1 quilograma para as mulheres e 2 quilogramas para os homens. E o dardo pesa 600 gramas para as mulheres e 800 gramas para os homens.
Os lançamentos são executados dentro de áreas limitadas, são círculos demarcado no solo para o arremesso ou lançamento de peso, de martelo e disco, e antes de uma linha demarcada no solo para o lançamento do dardo. A partir dessas marcas é que é contada a distância dos lançamentos. Normalmente as competições envolvem várias tentativas por parte dos atletas, que aproveitam as melhores marcas obtidas nessas tentativas. As provas de lançamento são normalmente praticadas no espaço interior à pista das corridas.
A origem desta atividade é também irlandesa, pois nos jogos Tailteanos, no início da Era de Cristo, os celtas disputavam uma prova de arremesso de pedra que pelas descrições se assemelhavam à prova atual. Aliás, é interessante notar que na Península Ibérica, nas províncias onde ainda se encontram concentrações humanas etnicamente celtas, Galiza na Espanha e Trás-os-Montes em Portugal, ainda se disputa uma competição chamada de “arremesso do calhau”, que se assemelha ao nosso moderno arremesso do peso. De qualquer forma, a codificação da prova, tal como ela é hoje, é totalmente britânica, inclusive o peso do implemento, 7,256 kg, correspondente a 16 libras inglesas, que era precisamente o que pesavam os projéteis dos famosos canhões britânicos do início do século XIX.
As primeiras marcas registradas pertencem ao inglês Herbert Williams, que em Londres, em 28 de maio de 1860, lançou o peso a 10,91 m, e o da Era IAAF ao americano Ralph Rose, que em 21 de agosto de 1909 arremessou 15,54 m em São Francisco. William Parry O’ Brien revolucionou esta prova, criando um novo estilo, no qual o atleta começa o movimento de costas para o local do arremesso. Parry O’ Brien venceu os Jogos Olímpicos de Helsinque e Melbourne, ganhou a prata em Roma e ainda se classificou em 4º lugar em Tóquio 12 anos depois de iniciar a sua carreira olímpica. Foi também o primeiro atleta a vencer mais de 100 competições consecutivas. No Brasil, o primeiro recorde reconhecido foi do atleta E. Engelke, vencedor do primeiro Campeonato Brasileiro de 1925, com a marca de 11,81 metros.

## Saltos
As provas de salto podem ser divididas em provas de salto vertical e de salto horizontal. Dentre as provas de salto vertical, temos o salto em altura e o salto com vara. As provas de salto horizontal envolvem o salto em distância chamado também de salto em comprimento e o salto triplo ou triplo salto. Os atletas tomam impulso numa pequena pista de balanço, objetivando maior distância no salto. O salto em altura, que tem por objetivo ultrapassar uma barra horizontal (fasquia), é realizado mediante tentativas. A fasquia é colocada em determinada altura à qual os atletas devem tentar saltar. Se conseguirem, os atletas progridem para a próxima altura a que os Juízes colocarem a fasquia.
Qualquer atleta que realize três derrubes da fasquia (3 ensaios nulos), será impedido de continuar, sendo creditado com a marca correspondente à maior altura em que conseguiu realizar um ensaio válido. O salto com vara funciona do mesmo modo, mas neste salto, o atleta tem o apoio de uma vara. Em ambos os saltos, há um colchão para amortecer a queda do atleta após o salto.
Atleta na prova de salto em distância ou salto em comprimento. No salto em distância e no salto triplo / triplo salto, o atleta faz sua aterrissagem numa caixa de areia. Há uma tábua de chamada na pista que indica o limite máximo de corrida de balanço antes do salto; caso o atleta ultrapasse ou toque nessa marca, realizará um ensaio nulo. Caso tenha saltado antes da tábua de chamada, a distância do ensaio será considerada apenas entre o limite na tábua de chamada até o local onde aterrissou. É importante destacar que vale o ponto de aterrissagem mais próximo à tábua de chamada.

## Provas combinadas
Algumas competições esportivas envolvem uma combinação de várias modalidades, no intuito de consagrar um atleta mais completo. As provas oficiais do decatlo (para os homens) e do heptatlo (para as mulheres) combinam corridas, saltos e lançamentos. Os atletas pontuam de acordo com as suas marcas nas provas individuais (tendo por base uma tabela de conversão de marcas por pontos), e esses pontos são somados para definir o vencedor.

## A pista

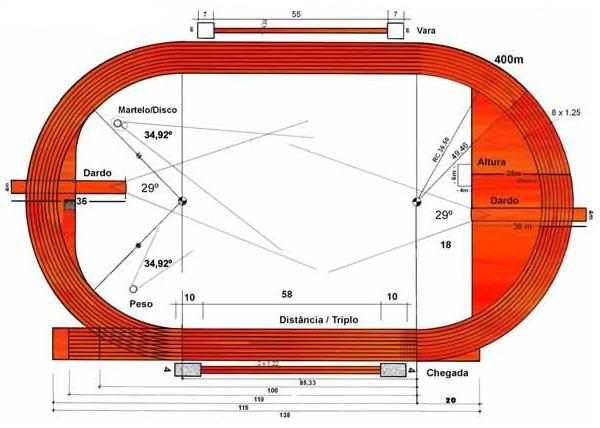
Medidas oficiais de uma pista oficial de atletismo.

A pista de corrida normalmente contém 8 raias, cada uma com 1 metro e 22 centímetros que são os caminhos pelos quais os atletas devem correr. Deste modo, a largura da pista é de no mínimo 10 metros, com algum espaço além das raias interna e externa. Uma pista oficial de atletismo é constituída de duas retas e duas curvas, possuindo raias concêntricas; tem o comprimento de 400 metros na raia interna (mais próxima ao centro). A raia mais externa é mais longa, possuindo 449 metros. Nas corridas de curta distância, os atletas devem permanecer nas raias a partir das quais largaram. Nas corridas de média e longa distância, os atletas não precisam correr nas raias, e geralmente se encaminham para a raia mais interior, evitando percorrer distâncias maiores.

### A pista coberta
Terá de se situar num recinto completamente fechado, coberto e provido de iluminação, aquecimento e ventilação, que lhe dê condições satisfatórias para a competição.
O local deverá incluir uma pista oval com 200 metros; uma pista reta para as corridas de velocidade (60 metros) e de barreiras; pistas de balanço e áreas de queda para saltos. Deverá dispor-se, para além disso, de um círculo e sector de queda para o lançamento do peso, sejam eles permanentes ou temporários.
Todas as pistas, pistas de balanço ou áreas de chamada, terão de estar cobertas com um material sintético ou ter uma superfície de madeira. As de material sintético deverão, preferencialmente, permitir a utilização de bicos de 6 mm nos sapatos dos atletas. Os responsáveis pelo local poderão autorizar dimensões alternativas, notificando os atletas acerca dessa permissão quanto à dimensão dos bicos (ver Regra 143.4).

## Problemas com o vento
Em provas de saltos em distância e corridas curtas, os recordes só são válidos se o vento que estiver a favor não ultrapassar a marca de 2 metros por segundo. Nas corridas longas, o vento não influi decisivamente, pois o atleta pega também lufadas de frente quando faz uma curva e muda de direção.